# Bilaspur (Distrikt, Chhattisgarh)
Der Distrikt Bilaspur befindet sich im nördlichen Teil des indischen Bundesstaates Chhattisgarh.
Er erstreckt sich über eine Fläche von 5818,49 km². Der Fluss Arpa durchfließt den Distrikt in südlicher Richtung, passiert die Distrikthauptstadt Bilaspur und mündet im Süden in den Shivnath, der die südliche Distriktgrenze bildet. Weitere Fließgewässer im Distrikt sind Maniyari und Lilagar, beides ebenfalls linke Nebenflüsse des Shivnath. Der Höhenrücken Amarkantak-Lapha Hill Range trennt den südlichen Distriktteil vom nördlichen. Dort liegen die Tehsils Marwahi, Pendra und  Pendra Road.

## Geschichte
Der Distrikt Bilaspur existierte schon vor der Gründung des Bundesstaates Chhattisgarh am 1. November 2000 und war zuvor Teil des Bundesstaates Madhya Pradesh.

## Bevölkerung
Der Distrikt Bilaspur hatte im Jahr 2011 2.663.629 Einwohner auf einer Fläche von 8272 km².
Am 1. Januar 2012 wurde aus den drei westlich gelegenen Tehsils Mungeli, Lormi und Pathariya der neue Distrikt Mungeli gebildet. Dadurch verkleinerte sich die Distriktfläche auf 5818,49 km². Die entsprechende Einwohnerzahl betrug gemäß dem Zensus 2011 knapp 2 Millionen.
Die Geschlechterverteilung lag bei 1000 Männern auf 970 Frauen. Die Alphabetisierungsrate betrug 72,9 %.

## Verwaltungsgliederung
Der Distrikt ist in 8 Tehsils gegliedert: Bilaspur, Bilha, Kota, Marwahi, Masturi, Pendra, Pendra Road und Takhatpur.
Die Distrikthauptstadt Bilaspur ist eine Municipal Corporation. Daneben gibt es noch 16 Städte und 899 Dörfer.